# (89903) Post
(89903) Post est un astéroïde de la ceinture principale, et plus spécifiquement du groupe de Hilda.

## Description
(89903) Post est un astéroïde du groupe de Hilda. Il présente une orbite caractérisée par un demi-grand axe de 3,97 UA, une excentricité de 0,13 et une inclinaison de 5,6° par rapport à l'écliptique.

## Compléments